# Guy Joseph Allard du Plantier
Guy Joseph Allard du Plantier est un homme politique français, né le 29 décembre 1747 à Grenoble et mort le 4 mai 1797 à Voiron.

## Biographie
Il est député du Tiers état aux États généraux de 1789 de la province du Dauphiné.